# Arne Slot
Arnold Martijn Slot (Bergentheim, Países Bajos, 17 de septiembre de 1978) es un exfutbolista y entrenador neerlandés. Desde el 1 de junio de 2024, dirige el Liverpool Football Club de la Premier League.
Slot jugó como mediocampista en el FC Zwolle, donde ganó la Eerste Divisie en 2002, en el NAC Breda y en el Sparta de Róterdam antes de retirarse como jugador en el PEC Zwolle, donde ganó otro título de la Eerste Divisie en 2012.
Comenzó su carrera como técnico en la academia del PEC Zwolle y como asistente en el SC Cambuur antes de asumir el cargo de co-entrenador en este último. En 2017, se convirtió en asistente en el AZ Alkmaar, donde fue nombrado entrenador en 2019. Posteriormente, se convirtió en entrenador del Feyenoord en 2021. Llevó al club a la final de la UEFA Europa Conference League de 2022 en su primera temporada y ganó la Eredivisie y la Copa KNVB en las temporadas siguientes. En 2024 se convirtió en el nuevo DT del Liverpool, encargado de competir en la próxima Premier League y Liga de Campeones de la UEFA.
Actualmente es considerado como una de las mejores apariciones como entrenador de los últimos años debido a su porcentaje de puntos obtenidos, la cual habla por si sola: 71% y un sinfín de victorias categóricas en su haber.

## Carrera como jugador
Slot comenzó a jugar al fútbol en el local VV Bergentheim de su ciudad natal. En su juventud fue descubierto por el FC Zwolle. En ese club debutó en el fútbol profesional en la derrota por 2-1 ante el FC Den Bosch el 14 de octubre de 1995. Sustituyó a Bernard Aryee en el minuto 77. En su primera temporada con el equipo de Zwolle disputó catorce partidos en los que marcó un gol.
Después de siete temporadas en el primer equipo de Zwolle, jugando en la Eerste Divisie, se cambió al club de primera división NAC Breda en el verano de 2002. En su última temporada en el Zwolle se proclamó campeón de la Eerste Divisie, logrando el ascenso del club. Permaneció en Breda durante cinco temporadas y luego pasó a jugar en el Sparta Róterdam, a pesar de que pudo extender su contrato con el Breda.
Tras esas tres temporadas en el Sparta, volvió al FC Zwolle. Primero en calidad de cedido, luego se hicieron cargo de él en una transferencia gratuita. En la temporada 2011-12, Slot volvió a proclamarse campeón de la Eerste Divisie. El 25 de marzo de 2013 se anunció que se retiraría del fútbol al final de la temporada. El 12 de mayo de 2013 jugó su último partido oficial con el Zwolle, ante el ADO Den Haag.
El 27 de julio de 2013 disputó un partido de despedida en el estadio IJsseldelta, tras la jornada de puertas abiertas en Zwolle. Los dos equipos estaban formados por jugadores de los años de campeonato de Zwolle (2001-02 y 2011-12) y jugadores con los que había jugado fútbol en Zwolle, NAC y Sparta. El partido terminaría en igualdad (3-3).

## Carrera como entrenador
Slot comenzó su carrera como entrenador en 2013, trabajando como entrenador juvenil en PEC Zwolle durante un año, antes de ser nombrado entrenador asistente en Cambuur, cargo que ocupó hasta 2017.

### AZ Alkmaar
Slot fue contratado por el AZ como asistente de John van den Brom, antes de ser ascendido a entrenador en 2019. En su primera temporada a cargo, la Eredivisie fue cancelada a mitad de camino debido al COVID-19. AZ quedó en segundo lugar por diferencia de goles, aunque no se determinó un ganador. El 5 de diciembre de 2020, fue despedido por no estar enfocado en el equipo, habiendo negociado un trato con el Feyenoord, a pesar de ganar 2.11 puntos por partido en la Eredivisie, el más alto de cualquier entrenador del club en la historia.

### Feyenoord
El 15 de diciembre de 2020, el Feyenoord anunció que el club había llegado a un acuerdo con Slot para que se convirtiera en el nuevo entrenador del club desde el comienzo de la temporada 2021-22 en la Eredivisie. El acuerdo vería a Slot firmar por dos años, con el club teniendo la opción de extender su contrato por un tercer año. En el Feyenoord, Slot sucedió al experimentado Dick Advocaat, que llevó al equipo a un quinto puesto en la Liga y a la clasificación para los clasificatorios de la UEFA Conference League. Slot fue designado para construir un nuevo equipo con un estilo de juego reconocible. Marino Pusic fue designado como su primer entrenador asistente, mientras que John de Wolf fue retenido como segundo entrenador asistente. Robin van Persie se agregó a su personal como entrenador de campo.
Al final de esta primera temporada, 2021-22, Slot recibió el premio Rinus Michels al Entrenador del Año de la Eredivisie al vencer a Erik ten Hag (Ajax), Ron Jans (FC Twente), Joseph Oosting (RKC Waalwijk) y Kees van Wonderen (Go Ahead Eagles).
En su segunda temporada como entrenador, el Feyenoord ganó la Eredivisie, el primer título de liga del club desde 2017 y el decimosexto en la historia.El 21 de abril de 2024, obtuvo la Copa de los Países Bajos luego de derrotar al NEC en la final por 1-0.

### Liverpool F. C.
El 21 de mayo de 2024 se anuncia su arribo al Liverpool por las próximas tres temporadas, la que se oficializa el 1 de junio del mismo año, en reemplazo de Jürgen Klopp.
En su primera temporada bajo el equipo rojo, Slot se esforzó en mantener las bases del equipo que habría dejado Klopp, en las copas domésticas tuvo una serie de altibajos, cayendo en cuarta ronda contra el Plymouth Argyle Football Club en la FA Cup habiendo presentado un equipo 'alternativo' y posteriormente perdiendo la final de la Carabao Cup contra Newcastle United.
A nivel internacional el equipo finalizó primero en la fase de liga del nuevo formato de la Liga de Campeones de la UEFA, ganando 7 partidos y perdiendo el último contra el PSV Eindhoven, al terminar entre los primeros ocho, accedió a la fase eliminatoria de octavos de final directamente, Liverpool acabaría siendo eliminado contra el Paris Saint-Germain, habiendo ganado la ida de forma 'milagrosa' en Paris 1-0 y perdiendo 0-1 la vuelta en Liverpool y posteriormente cayendo en los penales, el equipo no disputaría el nuevo Mundial de Clubes de la FIFA ya que no logró clasificarse.
En la temporada liguera aseguró el título número 20 de la institución al golear 5-1 al Tottenham Hotspur y asegurar el campeonato en la fecha 34 con 4 fechas de antelación al final de temporada.

## Clubes

### Como jugador
| Club             | País         | Año       |
| ---------------- | ------------ | --------- |
| FC Zwolle        | Países Bajos | 1995-2002 |
| NAC Breda        | Países Bajos | 2002-2007 |
| Sparta Rotterdam | Países Bajos | 2007-2009 |
| FC Zwolle        | Países Bajos | 2009-2013 |

### Como entrenador
| Club       | País         | Año       |
| ---------- | ------------ | --------- |
| AZ Alkmaar | Países Bajos | 2019-2020 |
| Feyenoord  | Países Bajos | 2021-2024 |
| Liverpool  | Inglaterra   | 2024-Act. |

## Estadísticas como entrenador
| Equipo                    | Div.                | Temporada           | Liga  | Liga | Liga | Liga | Liga |       | Copa | Copa | Copa | Copa  |    | Internacional | Internacional | Internacional | Internacional | Internacional |   | Otros | Otros | Otros | Otros |    | Totales     | Totales | Totales | Totales | Totales | Totales | Totales | Totales |
| Equipo                    | Div.                | Temporada           | Part. | G    | E    | P    | Pos. | Part. | G    | E    | P    | Part. | G  | E             | P             | Pos.          | Part.         | G             | E | P     | Part. | G     | E     | P  | Rendimiento | GF      | GC      | Dif.    |         |         |         |         |
| ------------------------- | ------------------- | ------------------- | ----- | ---- | ---- | ---- | ---- | ----- | ---- | ---- | ---- | ----- | -- | ------------- | ------------- | ------------- | ------------- | ------------- | - | ----- | ----- | ----- | ----- | -- | ----------- | ------- | ------- | ------- | ------- | ------- | ------- | ------- |
| AZ Alkmaar · Países Bajos | 1.ª                 | 2019-20             | 25    | 18   | 2    | 5    | Null | 3     | 2    | 0    | 1    | 14    | 5  | 7             | 2             | 1/16          | -             | -             | - | -     | 42    | 25    | 9     | 8  | 66.66%      | 88      | 33      | +55     |         |         |         |         |
| AZ Alkmaar · Países Bajos | 1.ª                 | 2020-21             | 9     | 4    | 5    | 0    | Inc. | -     | -    | -    | -    | 7     | 3  | 2             | 2             | Inc.          | -             | -             | - | -     | 16    | 7     | 7     | 2  | 58.33%      | 30      | 19      | +11     |         |         |         |         |
| AZ Alkmaar · Países Bajos | Total               | Total               | 34    | 22   | 7    | 5    | -    | 3     | 2    | 0    | 1    | 21    | 8  | 9             | 4             | -             | -             | -             | - | -     | 58    | 32    | 16    | 10 | 64.37%      | 118     | 52      | +66     |         |         |         |         |
| Feyenoord · Países Bajos  | 1.ª                 | 2021-22             | 34    | 22   | 5    | 7    | 3.º  | 1     | 0    | 0    | 1    | 19    | 12 | 5             | 2             | 2.º           | -             | -             | - | -     | 54    | 34    | 10    | 10 | 69.13%      | 120     | 57      | +63     |         |         |         |         |
| Feyenoord · Países Bajos  | 1.ª                 | 2022-23             | 34    | 25   | 7    | 2    | 1.º  | 4     | 2    | 1    | 1    | 10    | 4  | 3             | 3             | 1/4           | -             | -             | - | -     | 48    | 31    | 11    | 6  | 72.22%      | 113     | 52      | +61     |         |         |         |         |
| Feyenoord · Países Bajos  | 1.ª                 | 2023-24             | 34    | 26   | 6    | 2    | 2.º  | 5     | 5    | 0    | 0    | 8     | 2  | 2             | 4             | 1/16          | 1             | 0             | 0 | 1     | 48    | 33    | 8     | 7  | 74.31%      | 111     | 41      | +70     |         |         |         |         |
| Feyenoord · Países Bajos  | Total               | Total               | 102   | 73   | 18   | 11   | -    | 10    | 7    | 1    | 2    | 37    | 18 | 10            | 9             | -             | 1             | 0             | 0 | 1     | 150   | 98    | 29    | 23 | 71.77%      | 344     | 150     | +194    |         |         |         |         |
| Liverpool Inglaterra      | 1.ª                 | 2024-25             | 38    | 25   | 9    | 4    | 1.º  | 8     | 5    | 0    | 3    | 10    | 8  | 0             | 2             | 1/8           | -             | -             | - | -     | 56    | 38    | 9     | 9  | 73.22%      | 123     | 55      | +68     |         |         |         |         |
| Liverpool Inglaterra      | 1.ª                 | 2025-26             | 1     | 1    | 0    | 0    | -    | 0     | 0    | 0    | 0    | 0     | 0  | 0             | 0             | -             | 1             | 0             | 1 | 0     | 2     | 1     | 1     | 0  | 66.67%      | 6       | 4       | +2      |         |         |         |         |
| Liverpool Inglaterra      | Total               | Total               | 39    | 26   | 9    | 4    | -    | 8     | 5    | 0    | 3    | 10    | 8  | 0             | 2             | -             | 1             | 0             | 1 | 0     | 58    | 39    | 10    | 9  | 72.99%      | 129     | 59      | +70     |         |         |         |         |
| Total en su carrera       | Total en su carrera | Total en su carrera | 175   | 121  | 34   | 20   | -    | 21    | 14   | 1    | 6    | 68    | 34 | 19            | 15            | -             | 2             | 0             | 1 | 1     | 266   | 169   | 55    | 42 | 70.42%      | 591     | 261     | +330    |         |         |         |         |
| 1. 2. 3.                  |                     |                     |       |      |      |      |      |       |      |      |      |       |    |               |               |               |               |               |   |       |       |       |       |    |             |         |         |         |         |         |         |         |

### Resumen por competiciones
| Competición                        | Partidos | Ganados | Empatados | Perdidos | %      | Resultado        |
| ---------------------------------- | -------- | ------- | --------- | -------- | ------ | ---------------- |
| Eredivisie                         | 136      | 95      | 25        | 16       | 75.98% | Campeón          |
| Copa de los Países Bajos           | 13       | 9       | 1         | 3        | 71.79% | Campeón          |
| Supercopa de los Países Bajos      | 1        | 0       | 0         | 1        | 0%     | Subcampeón       |
| Premier League                     | 39       | 26      | 9         | 4        | 74.36% | Campeón          |
| FA Cup                             | 2        | 1       | 0         | 1        | 50%    | Cuarta ronda     |
| EFL Cup                            | 6        | 4       | 0         | 2        | 66.67% | Subcampeón       |
| Community Shield                   | 1        | 0       | 1         | 0        | 33.33% | Subcampeón       |
| Liga de Campeones de la UEFA       | 18       | 11      | 0         | 7        | 61.11% | Octavos de final |
| Liga Europea de la UEFA            | 31       | 11      | 14        | 6        | 50.53% | Cuartos de final |
| Liga Europa Conferencia de la UEFA | 19       | 12      | 5         | 2        | 71.93% | Subcampeón       |
| TOTAL                              | 266      | 169     | 55        | 42       | 70.42% | 3 Títulos        |

## Palmarés

### Como jugador
| Título         | Club       | País         | Año  |
| -------------- | ---------- | ------------ | ---- |
| Eerste Divisie | PEC Zwolle | Países Bajos | 2002 |
| Eerste Divisie | PEC Zwolle | Países Bajos | 2012 |

### Como entrenador
| Título                   | Club      | País         | Año  |
| ------------------------ | --------- | ------------ | ---- |
| Eredivisie               | Feyenoord | Países Bajos | 2023 |
| Copa de los Países Bajos | Feyenoord | Países Bajos | 2024 |
| Premier League           | Liverpool | Inglaterra   | 2025 |